# Jean-Baptiste Grivel
Pour les articles homonymes, voir Grivel.
Jean-Baptiste Grivel, né à Brive-la-Gaillarde (Corrèze) le 29 août 1778 et mort à Brest le 10 septembre 1869, est un officier de marine français. Il termine sa carrière avec le grade de vice-amiral.

## Biographie
En 1793, à l'âge de 15 ans, il se trouve avec son père dans la troupe révolutionnaire du Lot et de la Corrèze qui va saccager plusieurs châteaux en Rouergue dont celui de la famille de Barrau.
Il entre ensuite dans la marine en l'an IV, en qualité d'aspirant de deuxième classe en l'an VI, et enseigne de vaisseau en l'an IX.
En l'an XI, il est nommé lieutenant de vaisseau ; il commande, en l'an XII, plusieurs bâtiments de la flottille de Boulogne, et est compris comme membre de la Légion d'honneur dans la promotion du 20 prairial de la même année.
Au retour de la campagne d'Autriche (an XIII), qu'il fait avec le corps des marins de la garde, il est employé sous les ordres du commandant Daugier à l'exploration des côtes d'Italie, de Dalmatie et de l'État de Raguse, et prend part aux campagnes de l'an XIV, 1806 et 1807 en Prusse, en Pologne et dans la Poméranie suédoise, ainsi qu'à celles d'Espagne depuis 1808 jusqu'en 1812.
Grivel est attaché, en 1808, en qualité de capitaine, au bataillon des marins de la garde de la division Dupont ; il est fait prisonnier à la bataille de Bailén, et conduit aux environs de la baie de Cadix, à bord d'un ponton, dont il parvient à s'évader avec une rare audace. Après avoir longtemps surveillé les allures et les habitudes du navire l'Argonaute, chargé d'approvisionner d'eau les divers pontons, il réussit à enlever ce navire à son équipage au mois de février 1810, y embarque à la hâte tous ses compagnons de captivité, et vient prendre vent au nord du fort Sainte-Catherine, après avoir été vainement poursuivi par une foule d'embarcations qui les mitraillent pendant plus de deux lieues.
Cet acte de courage le ramène à la tête de sa compagnie des marins de la garde ; et ayant reçu l'ordre de croiser devant la baie de Cadix pendant le siège de cette ville, il s'empare de plusieurs bâtiments, et est chargé, au combat de Sainte-Marie, du commandement de l'avant-garde de la flottille aux ordres du capitaine de Saizieu.
L'Empereur le fait officier de la Légion d'honneur le 27 avril 1811, pour sa conduite en Espagne, et en 1813 pendant la campagne de Saxe (1813), il est promu au rang de capitaine de frégate, et nommé chevalier de la Couronne de fer après avoir été blessé à Dresde, au passage de l'Elbe.
L'année suivante, Grivel gagne son grade de capitaine de vaisseau dans la campagne de France, et contribue par son intrépide dévouement au salut de la cavalerie française à la bataille d'Arcis-sur-Aube.
Nommé chevalier de Saint-Louis le 18 août 1814, et compris, en 1817, dans la nouvelle organisation de la marine, il commande, en 1818, la station française du Levant, et en 1823, à bord de l'Astrée, les forces navales françaises sur les côtes du Brésil. Il occupe longtemps ces parages, et y est nommé contre-amiral et commandeur de la Légion d'Honneur le 2 mai 1825.
La ville de Rio de Janeiro n'a pas oublié non plus les secours empressés de l'amiral lors de l'incendie du théâtre Saint-Jean, ni son honorable médiation dans la révolte du régiment allemand à la solde du Brésil, ni la fermeté avec laquelle il somme les navires britanniques, mouillés dans la rade de Rio-Janeiro, de saluer, en 1830, le drapeau tricolore, ni enfin l'énergie qu'il déploie au mois d'avril 1831, à l'époque de l'abdication de Don Pedro.
L'amiral Grivel est élevé, le 1er mars 1831, à la dignité de grand officier de la Légion d'honneur.
Il revint en France en 1832, est nommé préfet maritime de Rochefort le 11 octobre de la même année, et vice-amiral le 19 mai 1834. Préfet maritime de Brest le 22 novembre suivant, il a été créé pair de France le 6 avril 1845.

## Décorations
- Grand-croix de la Légion d'honneur[2]
- Chevalier de Saint-Louis
- Chevalier de la Couronne de fer

## Sources
- « Jean-Baptiste Grivel », dans Charles Mullié, Biographie des célébrités militaires des armées de terre et de mer de 1789 à 1850, 1852 [détail de l’édition]
- « Grivel (Jean-Baptiste, baron) », dans Adolphe Robert et Gaston Cougny, Dictionnaire des parlementaires français, Edgar Bourloton, 1889-1891 [détail de l’édition].